# Siarczek glinu
Siarczek glinu, Al
2S
3 – nieorganiczny związek chemiczny z grupy siarczków, sól glinowa kwasu siarkowodorowego.
Otrzymuje się go przez ogrzewanie (>700 °C) glinu z siarką:
2Al + 3S → Al
2S
3
Pod wpływem wilgoci hydrolizuje z wydzieleniem H
2S.
Stosowany jako półprzewodnik oraz do wytwarzania siarkowodoru, zgodnie z równaniem:
Al
2S
3 + 6H
2O → 3H
2S↑ + 2Al(OH)
3